# Rudi Fink
Rudi Fink (ur. 6 lipca 1958 w Chociebużu) – wschodnioniemiecki bokser, mistrz olimpijski z 1980.
Jako junior zwyciężył w wadze koguciej (do 54 kg) w Turnieju Przyjaźni w 1975 w Halle. Zdobył srebrny medal w tej samej kategorii wagowej na mistrzostwach Europy juniorów w 1976 w Izmirze.
Na mistrzostwach Europy w 1979 w Kolonii odpadł w ćwierćfinale wagi piórkowej (do 57 kg) po przegranej z późniejszym mistrzem Wiktorem Rybakowem z ZSRR.
Na letnich igrzyskach olimpijskich w 1980 w Moskwie zdobył złoty medal w wadze piórkowej wygrywając półfinale z Rybakowem i w finale z Adolfo Hortą z Kuby. Startował w wadze lekkiej (do 60 kg) na mistrzostwach Europy w 1981 w Tampere, ale przegrał pierwszą walkę. Wkrótce potem zakończył karierę bokserską.
Był mistrzem NRD w wadze piórkowej w 1977 i 1979 oraz w wadze lekkiej w 1980.